# Agustín Moreto

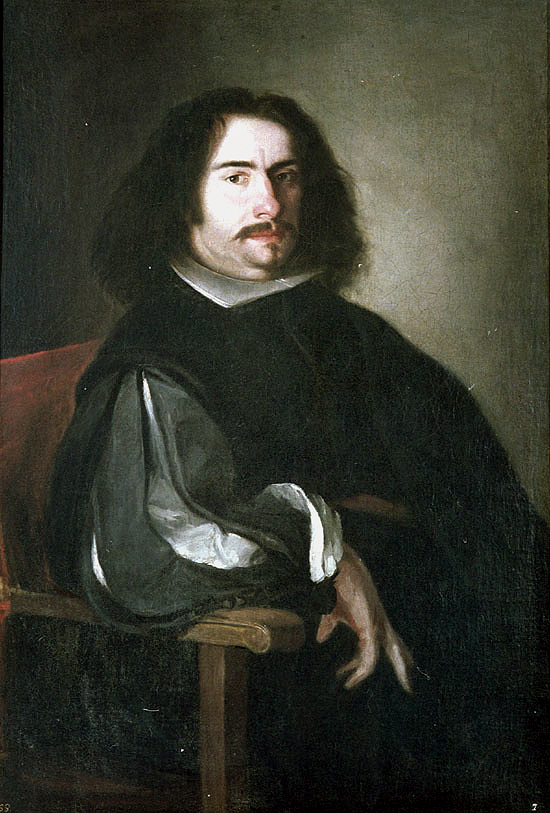
Agustin Moreto

Agustín Moreto y Cabaña (* April 1618 in Madrid; † 28. Oktober 1669 in Toledo) war ein spanischer katholischer Priester und Theaterschriftsteller des Siglo de Oro.

## Leben
Moretos Familie stammte aus Valencia und hatte italienische Wurzeln. Das genaue Datum seiner Geburt ist unbekannt, sicher ist nur, dass er am 9. April 1618 in Madrid getauft wurde. Mit 16 Jahren kam er als Student nach Alcalá de Henares an die dortige Universität und konnte 1639 sein Studium erfolgreich abschließen.
1643 wurde er im Orden der Minderen Brüder zum Kleriker ordiniert und mit einem kleinen Beneficium ausgestattet. Dies machte es auch möglich, dass sich Moreto mehr oder weniger nur noch dem Schreiben widmen konnte. Um 1650 war er bereits ein bekannter Autor und auf Wunsch von König Philipp IV. wurde er in die Academia Castellana aufgenommen. Bis 1654 lebte und arbeitete Moreto in Madrid.
Anfang dieses Jahres schickte ihn sein Orden nach Toledo, wo er der Sekretär von Kardinal Baltasar de Moscoso y Sandoval wurde, parallel dazu wirkte er als Kaplan an der Kathedrale von Toledo. 1657 schloss sich Moreto der Hermandad de San Pedro an und wurde auf Wunsch des Kardinals zum Priester geweiht. Er übernahm ab diesem Zeitpunkt auch die Leitung der Verwaltung des Hospital de San Nicolás und lebte dort auch. Ende Oktober 1668 starb Moreto als Rektor des Hospitals in Toledo und fand seine letzte Ruhestätte in der Kirche Johann Baptist des Franziskanerklosters San Juan de los Reyes.

## Rezeption
Moretos zählt zur Barockliteratur Spaniens und war ein Vertreter des Siglo de Oro. Seine zahlreichen Komödien, die er teils allein, teils zusammen mit anderen Autoren verfasste, zeichnen sich durch verständige Komposition, geschickte Durchführung und treffliche Charakteristik aus. Seine Lustspiele insbesondere gehören an komischer Wirkung zu den besten des spanischen Theaters. Er nahm oft Anleihen bzw. gestaltete Werke u. a. von Guillén de Castro, Tirso de Molina, Jerónimo de Cáncer, Pedro Calderón de la Barca, Juan Pérez de Montalbán neu.
Sein letztes Theaterstück – Santa Rosa – wurde von Pedro Francisco de Lanini vollendet und dieser veranlasste 1676 auch die Veröffentlichung von Moretos erster Werkausgabe.
Die Komödie El desdén, con el desdén gilt als Moretos bekannteste Theaterstück und zählt zu den klassischen Stücken der älteren spanischen Bühne. Molière gestaltete sein Werk La principessa d’Elide danach und Carlo Gozzi übersetzte El desdén con el desdén nicht nur ins Italienische, sondern schrieb auf dieser Grundlage auch sein Drama La principessa filosofa.
Joseph Schreyvogel übersetzte Gozzis Drama ins Deutsche und verfasste auf dieser Grundlage sein Theaterstück Donna Diana oder Stolz und Liebe. Lope de Vega verarbeitete viele Motive aus Desdén con el desdén in seinen Werken La vengadora de las mujeres, Los milagres del desprecio, De corsario a corsario und La hermosa fea.
Emil Nikolaus von Reznicek verfasste nach Schreyvogels Libretto 1894 seine Oper Donna Diana, welche ebenfalls auf Moretos Werk beruht, wie George Hydes Übersetzung und Bearbeitung Love's victory.

## Werke (Auswahl)
Lustspiele
- El lindo Don Diego.
  - Deutsch: Der unwiderstehliche Don Diego. Sessler, Wiesbaden 1973 (übersetzt von H. C. Artmann).
- Trampa adelante.
- El desdén, con el desdén.
  - Deutsch: Doña Diana. Lustspiel in drei Aufzügen. Bühnenvertrieb Steyer, Leipzig 1939 (übersetzt von Hans Schlegel)

Dramen
- El Valiente justiciero.
  - Deutsch: Die tapfere Bürgerwehr. In: Spanisches Theater, Band 5. Hildburghausen 1870 (übersetzt von Moriz Rapp)
- La fuerza de la sangre.
  - Deutsch: Die Macht des Blutes. (übersetzt von Alois Jeitteles).

Sammlungen
- Pedro Francisco de Lanini (Hrsg.): Obras. Madrid 1654/1676 (3 Bände).
- Comedias escogidas (= Biblioteca de autores españoles, Band 39). R.A.E., Madrid 1950 (Nachdruck d. Ausg. Madrid 1856).
- María Luisa Lobato (Hrsg.): Comedias de Agustín Moreto. Edition Reichenberger, Kassel 2008/16, ISBN 978-3-937734-63-7 (7 Bände).